# مكانك في القلب هو القلب كله
مكانك في القلب هو القلب كله (بالهندية: कुमकुम भाग्य) (بالإنجليزية: Kumkum Bhagya) هو مسلسل تلفزيوني درامي هندي باللغة الهندية من إنتاج إيكتا كابور تحت إشراف شركة بالاجي تيليفيلمز. تم عرضه لأول مرة في 15 أبريل 2014 على قناة زي تي في ويتم بثه على منصة زي فايف. تم دبلجته بالعربية على قناة زي ألوان.

## وصلات خارجية
- مكانك في القلب هو القلب كله على موقع IMDb (الإنجليزية)
- مكانك في القلب هو القلب كله على موقع قاعدة بيانات الأفلام العربية
- مكانك في القلب هو القلب كله على موقع كينوبويسك (الروسية)
- مكانك في القلب هو القلب كله على موقع قاعدة بيانات الفيلم (الإنجليزية)